# Dzs (trigramme)
Cette page contient des caractères spéciaux ou non latins. S’ils s’affichent mal (▯, ?, etc.), consultez la page d’aide Unicode.
Dzs (minuscule dzs) est un trigramme de l'alphabet latin composé d'un D, d'un Z et d'un S. 

## Linguistique
- En hongrois le trigramme « dzs » représente généralement la consonne [d͡ʒ]. Elle est considérée comme lettre à part entière et est placée entre le Dz et le E.

## Représentation informatique
Il n'existe aucun encodage du Dzs sous la forme d'un seul signe. Il est toujours réalisé en accolant les lettres D, Z et S.